# Вольфґанґ Маґер
Вольфґанґ Маґер (нім. Wolfgang Mager, 24 серпня 1952) — німецький академічний веслувальник.
Олімпійський чемпіон 1972 (розпашні двійки без стернового), 1976 (розпашні четвірки без стернового) років.
Чемпіон світу 1974, 1975, 1977, 1979 років у складі розпашної четвірки без стернового, срібний призер 1978 року в складі розпашної четвірки без стернового.